# Carl Flesch

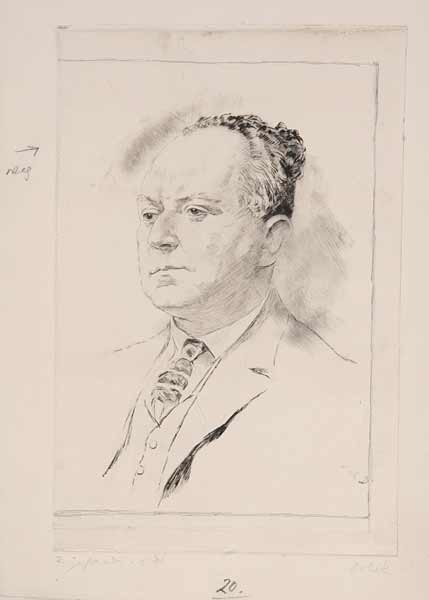
Carl Flesch por Emil Orlík.

Carl Flesch (Flesch Károly, Moson, 9 de octubre de 1873 - Lucerna, Suiza, 14 de noviembre de 1944) fue un violinista, pedagogo y compositor húngaro.

## Carrera musical
Estudió en los conservatorios de Viena y París. Se estableció en París y, siendo muy conocido por sus presentaciones como solista, que incluían un amplio repertorio (desde la música barroca hasta la contemporánea), ganó fama como intérprete de música de cámara y de pedagogo del violín. 

## Carrera pedagógica
Publicó varios libros de enseñanza incluyendo Die Kunst des Violin-Spiels (1923). Entre sus alumnos estaban Ida Haendel, Henryk Szeryng e Ivry Gitlis. Louis Krasner le pidió su asesoramiento en las dificultades técnicas de la interpretación del Concierto para violín de Alban Berg, cuyo estreno le habían encomendado.
Flesch fue propietario del Stradivarius Brancaccio, pero lo tuvo que vender en 1928 tras perder todo su dinero en la Bolsa de Valores de Nueva York.
Murió en Lucerna, Suiza, el 14 de noviembre de 1944.